# Draft da NBA de 2025
O Draft da NBA de 2025 foi a 79ª edição do draft da National Basketball Association. Como o draft de 2024, este também aconteceu durante duas noites. O draft consistiu em 59 escolhas em oposição às 60 escolhas completas devido ao New York Knicks perder uma escolha da segunda rodada por causa de uma violação de agência livre em 2022.
A primeira rodada do draft aconteceu em 25 de junho de 2025, enquanto a segunda rodada em 26 de junho. Ambas as rodadas foram realizadas no Barclays Center em Brooklyn, Nova Iorque. O tempo entre as escolhas da segunda rodada permaneceu em quatro minutos, uma mudança que foi feita em relação ao draft do ano anterior.
O Dallas Mavericks selecionou o ala-pivô Cooper Flagg de Duke com a primeira escolha. Os Mavericks venceram a loteria do draft com apenas 1,8% de chance e, anteriormente, ganharam um cara ou coroa por uma colocação mais alta nas probabilidades totais do draft sobre o Chicago Bulls, que terminou a temporada com o mesmo recorde dos Mavericks.

## Escolhas
| PG | Armador | SG | Ala-Armador | SF | Ala | PF | Ala-Pivô | C | Pivô |

| Rod | Escolha                                                    | Jogador                                                    | Pos.                                                       | Nacionalidade                                              | Equipe                                                                     | Escola / clube                                             |
| --- | ---------------------------------------------------------- | ---------------------------------------------------------- | ---------------------------------------------------------- | ---------------------------------------------------------- | -------------------------------------------------------------------------- | ---------------------------------------------------------- |
| 1   | 1                                                          | Cooper Flagg                                               | PF                                                         | Estados Unidos                                             | Dallas Mavericks                                                           | Duke                                                       |
| 1   | 2                                                          | Dylan Harper                                               | PG                                                         | Estados Unidos                                             | San Antonio Spurs                                                          | Rutgers                                                    |
| 1   | 3                                                          | V. J. Edgecombe                                            | SG                                                         | Bahamas                                                    | Philadelphia 76ers                                                         | Baylor                                                     |
| 1   | 4                                                          | Kon Knueppel                                               | SF                                                         | Estados Unidos                                             | Charlotte Hornets                                                          | Duke                                                       |
| 1   | 5                                                          | Ace Bailey                                                 | SG                                                         | Estados Unidos                                             | Utah Jazz                                                                  | Rutgers                                                    |
| 1   | 6                                                          | Tre Johnson                                                | SG                                                         | Estados Unidos                                             | Washington Wizards                                                         | Texas                                                      |
| 1   | 7                                                          | Jeremiah Fears                                             | PG                                                         | Estados Unidos                                             | New Orleans Pelicans                                                       | Oklahoma                                                   |
| 1   | 8                                                          | Egor Demin                                                 | PG                                                         | Russia                                                     | Brooklyn Nets                                                              | BYU                                                        |
| 1   | 9                                                          | Collin Murray-Boyles                                       | PF                                                         | Estados Unidos                                             | Toronto Raptors                                                            | Carolina do Sul                                            |
| 1   | 10                                                         | Khaman Maluach                                             | C                                                          | Sudão do Sul                                               | Houston Rockets (para Phoenix via Brooklyn)                                | Duke                                                       |
| 1   | 11                                                         | Cedric Coward                                              | SF                                                         | Estados Unidos                                             | Portland Trail Blazers (traded to Memphis)                                 | Washington                                                 |
| 1   | 12                                                         | Noa Essengue                                               | PF                                                         | França                                                     | Chicago Bulls                                                              | Ratiopharm Ulm                                             |
| 1   | 13                                                         | Derik Quenn                                                | C                                                          | Estados Unidos                                             | Atlanta Hawks (de Sacramento, trocado para New Orleans)                    | Maryland                                                   |
| 1   | 14                                                         | Carter Bryant                                              | SF                                                         | Estados Unidos                                             | San Antonio Spurs (de Atlanta)                                             | Arizona                                                    |
| 1   | 15                                                         | Thomas Sorber                                              | C                                                          | Estados Unidos                                             | Oklahoma City Thunder (from Miami via the LA Clippers)                     | Georgetown                                                 |
| 1   | 16                                                         | Yang Hansen                                                | C                                                          | China                                                      | Memphis Grizzlies (de Orlando, trocado para Portland)                      | Qingdao                                                    |
| 1   | 17                                                         | Joan Beringer                                              | C                                                          | França                                                     | Minnesota Timberwolves (de Detroit via New York, Oklahoma City, e Houston) | KK Cedevita Olimpija                                       |
| 1   | 18                                                         | Walter Clayton Jr.                                         | PG                                                         | Estados Unidos                                             | Washington Wizards (de Memphis)                                            | Flórida                                                    |
| 1   | 19                                                         | Nolan Traoré                                               | PG                                                         | França                                                     | Brooklyn Nets (de Milwaukee via New York, Detroit, Portland e New Orleans) | Saint-Quentin                                              |
| 1   | 20                                                         | Kasparas Jakucionis                                        | PG                                                         | Lituânia                                                   | Miami Heat (de Golden State)                                               | Illinois                                                   |
| 1   | 21                                                         | Will Riley                                                 | SG                                                         | Canadá                                                     | Utah Jazz (from Minnesota)                                                 | Illinois                                                   |
| 1   | 22                                                         | Drake Powell                                               | SG                                                         | Estados Unidos                                             | Atlanta Hawks (from LA Lakers via New Orleans)                             | UNC                                                        |
| 1   | 23                                                         | Asa Newell                                                 | PF                                                         | Estados Unidos                                             | New Orleans Pelicans (from Indiana, trated to Atlanta)                     | Geórgia                                                    |
| 1   | 24                                                         | Nique Clifford                                             | SG                                                         | Estados Unidos                                             | Oklahoma City Thunder (de LA Clippers, trocado para Sacramento)            | Colorado                                                   |
| 1   | 25                                                         | Jase Richardson                                            | SG                                                         | Estados Unidos                                             | Orlando Magic (from Denver)                                                | Michigan                                                   |
| 1   | 26                                                         | Ben Saraf                                                  | PG                                                         | Israel                                                     | Brooklyn Nets (from New York)                                              | Ratiopharm Ulm                                             |
| 1   | 27                                                         | Danny Wolf                                                 | PF                                                         | Estados Unidos                                             | Brooklyn Nets (from Houston)                                               | Michigan                                                   |
| 1   | 28                                                         | Hugo González                                              | SF                                                         | Espanha                                                    | Boston Celtics                                                             | Real Madrid Basket                                         |
| 1   | 29                                                         | Liam McNeeley                                              | SG                                                         | Estados Unidos                                             | Phoenix Suns (de Cleveland via Utah)                                       | Uconn                                                      |
| 1   | 30                                                         | Yanic Konan Niederhauser                                   | C                                                          | Suiça                                                      | Los Angeles Clippers (from Oklahoma City)                                  | Pensilvânia                                                |
| 2   | 31                                                         | Rasheer Fleming                                            | PF                                                         | Estados Unidos                                             | Minnesota Timberwolves (de Utah)                                           | Saint Joseph                                               |
| 2   | 32                                                         | Noah Penda                                                 | SF                                                         | França                                                     | Boston Celtics (de Washington via Detroit e Brooklyn)                      | Le Mans Sarthe                                             |
| 2   | 33                                                         | Sion James                                                 | SG                                                         | Estados Unidos                                             | Charlotte Hornets                                                          | Duke                                                       |
| 2   | 34                                                         | Ryan Kalkbrenner                                           | C                                                          | Predefinição:Country data Estadoa Unidos                   | Charlotte Hornets (de New Orleans via San Antonio, Phoenix, e Memphis)     | Creighton                                                  |
| 2   | 35                                                         | Johni Broome                                               | PF                                                         | Estados Unidos                                             | Philadelphia 76ers                                                         | Auburn                                                     |
| 2   | 36                                                         | Adou Thiero                                                | SG                                                         | Estados Unidos                                             | Brooklyn Nets                                                              | Arkansas                                                   |
| 2   | 37                                                         | Chaz Lanier                                                | SG                                                         | Estados Unidos                                             | Detroit Pistons (de Toronto via Dallas e San Antonio)                      | Tennessee                                                  |
| 2   | 38                                                         | Kam Jones                                                  | PG                                                         | Estados Unidos                                             | San Antonio Spurs                                                          | Marquette                                                  |
| 2   | 39                                                         | Alijah Martin                                              | PG                                                         | Estados Unidos                                             | Toronto Raptors (de Portland via Sacramento)                               | Flórida                                                    |
| 2   | 40                                                         | Micah Peavy                                                | SF                                                         | Estados Unidos                                             | Washington Wizards (de Phoenix)                                            | Georgetown                                                 |
| 2   | 41                                                         | Koby Brea                                                  | SG                                                         | Estados Unidos                                             | Golden State Warriors (de Miami via Brooklyn e Indiana)                    | Kentucky                                                   |
| 2   | 42                                                         | Maxime Raynaud                                             | C                                                          | França                                                     | Sacramento Kings (de Chicago via San Antonio)                              | Stanford                                                   |
| 2   | 43                                                         | Jamir Watkins                                              | SF                                                         | Estados Unidos                                             | Utah Jazz (de Dallas)                                                      | Flórida                                                    |
| 2   | 44                                                         | Brooks Barnhizer                                           | SG                                                         | Estados Unidos]]                                           | Oklahoma City Thunder (de Atlanta)                                         | Northwestern                                               |
| 2   | 45                                                         | Rocco Zikarsky                                             | C                                                          | Austrália                                                  | Chicago Bulls (de Sacramento, trocado para LA Lakers)                      | Brisbane                                                   |
| 2   | 46                                                         | Amari Williams                                             | C                                                          | Reino Unido                                                | Orlando Magic                                                              | Kentucky                                                   |
| 2   | 47                                                         | Bogoljub Markovic                                          | C                                                          | Sérvia                                                     | Milwaukee Bucks (de Detroit via Washington)                                | Mega Basket                                                |
| 2   | 48                                                         | Javon Small                                                | PG                                                         | Estados Unidos]]                                           | Memphis Grizzlies (de Golden State via Washington e Brooklyn)              | West Virginia                                              |
| 2   | 49                                                         | Tyrese Proctor                                             | PG                                                         | Austrália                                                  | Cleveland Cavaliers (de Milwaukee)                                         | Duke                                                       |
| 2   | 50                                                         | Kobe Sanders                                               | SF                                                         | Estados Unidos                                             | New York Knicks (de Memphis via Oklahoma City e Boston)                    | Nevada                                                     |
| 2   | 51                                                         | Mohamed Diawarra                                           | PF                                                         | França                                                     | Los Angeles Clippers (de Minnesota via Atlanta e Houston)                  | Cholet Basket                                              |
| 2   | 52                                                         | Alex Toohey                                                | SF                                                         | Austrália                                                  | Phoenix Suns (de Denver via Charlotte e Minnesota)                         | Sydney Kings                                               |
| 2   | 53                                                         | John Tonje                                                 | SG                                                         | Estados Unidos                                             | Utah Jazz (de LA Clippers via LA Lakers)                                   | Wisconsin                                                  |
| 2   | 54                                                         | Taelon Peter                                               | SG                                                         | Estados Unidos                                             | Indiana Pacers                                                             | Liberty                                                    |
| 2   | 55                                                         | Lachlan Olbrich                                            | PF                                                         | Austrália                                                  | Los Angeles Lakers (trocada para Chicago Bulls)                            | Illawarra Hawks                                            |
| 2   | New York Knicks (perdido devido à violação de adulteração) | New York Knicks (perdido devido à violação de adulteração) | New York Knicks (perdido devido à violação de adulteração) | New York Knicks (perdido devido à violação de adulteração) | New York Knicks (perdido devido à violação de adulteração)                 | New York Knicks (perdido devido à violação de adulteração) |
| 2   | 56                                                         | Will Richard                                               | SG                                                         | Estados Unidos                                             | Memphis Grizzlies (from Houston)                                           | Flórida                                                    |
| 2   | 57                                                         | Max Shulga                                                 | PG                                                         | Ucrânia                                                    | Orlando Magic (from Boston)                                                | VCU                                                        |
| 2   | 58                                                         | Saliou Niang                                               | SF                                                         | Itália                                                     | Cleveland Cavaliers                                                        | Trento                                                     |
| 2   | 59                                                         | Jahman Maschack                                            | SG                                                         | Estados Unidos                                             | Houston Rockets (de Oklahoma City via Atlanta)                             | Tennessee                                                  |

1. ↑  Nacionalidade indica a seleção nacional do jogador ou a nacionalidade do representante. Se um jogador não competiu em nível internacional, a nacionalidade indica a seleção nacional que o jogador é elegível para representar de acordo com as regras da FIBA.

## Trocas envolvendo escolhas de Draft

### Trocas Pré-draft
Antes do draft, as seguintes negociações foram feitas e resultaram em trocas de escolhas de draft entre as equipes:
1. ↑  9 de fevereiro de 2023: Phoenix Suns para Brooklyn Nets (troca de quatro equipes com Indiana e Milwaukee)[5]
  - Phoenix adquiri Kevin Durant e T. J. Warren
  - Brooklyn adquiri Mikal Bridges, Cameron Johnson, Direito de escolha de Juan Pablo Vaulet (N°. 39 de 2015), escolha de primeira rodada da PHX em 2023, 2025, 2027 e 2029, direito de troca de escolhas de primeira rodada em 2028, escolha de segunda rodada da MIL em 2028 e escolha de segunda rodada em 2029
  - Indiana adquiriu George Hill, Serge Ibaka, Jordan Nwora, escolha de segunda rodada de 2023, escolha de segunda rodada de MIL de 2024, escolha de segunda rodada de IND de 2025 e considerações sobre dinheiro
  - Milwaukee adquiriu Jae Crowder
2. 1 2  26 de junho de 2024: Brooklyn Nets para Houston Rockets[6]
  - Brooklyn adquiriu a escolha de primeira rodada do BKN de 2025, o direito de troca foi renunciado e a escolha de primeira rodada do BKN de 2026 foi devolvida
  - Houston adquiriu o direito de troca de escolha de primeira rodada da PHX em 2025, a escolha de primeira rodada da PHX em 2027, a escolha de primeira rodada de 2029 e o direito de troca de escolha de primeira rodada de 2029
3. ↑  6 de julho de 2022: Sacramento Kings para Atlanta Hawks[7]
  - Atlanta adquiriu Maurice Harkless, Justin Holiday e escolha de primeira rodada protegida em 2025
  - Sacramento adquiriu Kevin Huerter
4. ↑  30 de junho de 2022: Atlanta Hawks to San Antonio Spurs[8]
  - San Antonio adquiriu Danilo Gallinari, escolhas de primeira rodada de 2023, 2025 e 2027, e direitos de troca de escolhas de primeira rodada em 2026.
  - Atlanta adquiriu Dejounte Murray e Jock Landale
5. ↑  6 de julho de 2019: Miami Heat para Los Angeles Clippers (troca de quatro equipes com Philadelphia e Portland)[9]
  - Miami adquiriu Jimmy Butler (assinar e trocar), Meyers Leonard e considerações financeiras
  - O LA Clippers adquiriu Maurice Harkless, direitos de draft para Mathias Lessort (nº 50 de 2017) e uma escolha de primeira rodada protegida por MIA em 2025
  - Philadelphia adquiriu Josh Richardson
  - Portland adquiriu Hassan Whiteside
6. 1 2 3  10 de julho de 2019: Los Angeles Clippers para Oklahoma City Thunder[26]
  - Oklahoma City adquiriu Shai Gilgeous-Alexander, Danilo Gallinari, as escolhas de primeira rodada de 2022, 2024 e 2026, as escolhas de primeira rodada de Miami de 2021 e 2023 e o direito de trocar as escolhas de primeira rodada de 2023 e 2025
  - L. A. Clippers adquiriu Paul George
7. ↑  15 de junho 2025: Orlando Magic para Memphis Grizzlies[10]
  - Orlando adquiriu Desmond Bane
  - Memphis adquiriu Cole Anthony, Kentavious Caldwell-Pope, escolha de primeira rodada da ORL em 2025 (nº 16), escolha de primeira rodada da PHX em 2026, escolha de primeira rodada em 2028, direito de troca de escolha protegida de primeira rodada em 2029 e escolha de primeira rodada da ORL em 2030
8. ↑  24 de novembro de 2020: Detroit Pistons para Houston Rockets[11]
  - Houston adquiriu Christian Wood (assina e troca), uma futura escolha de primeira rodada e uma futura escolha de segunda rodada do Los Angeles Lakers
  - Detroit adquiriu Trevor Ariza, os direitos de draft de Isaiah Stewart, uma futura escolha de segunda rodada do Houston e considerações financeiras

29 de julho de 2021: Houston Rockets para Oklahoma City Thunder[12]
  - Houston adquiriu os direitos de draft de Alperen Şengün
  - Oklahoma City adquiriu duas futuras escolhas de primeira rodada do draft

23 de junho de 2022: Oklahoma City Thunder para New York Knicks[13]
  - Oklahoma City adquiriu os direitos de draft de Ousmane Dieng
  - NY Knicks adquiriu 3 escolhas protegidas de primeira rodada

2 de outubro de 2024: New York Knicks para Minnesota Timberwolves (troca de três equipes com Charlotte[14]
  - New York adquiriu Karl-Anthony Towns e os direitos de draft de James Nnaji
  - Minnesota adquiriu Julius Randle, Donte DiVincenzo, Keita Bates-Diop, escolha de primeira rodada protegida pelo DET em 2025
  - Charlotte adquiriu Charlie Brown, DaQuan Jeffries, Duane Washington Jr., escolha de segunda rodada do GSW em 2026, escolha de segunda rodada do NYK em 2031, uma escolha de segunda rodada do MIN em 2025 e considerações financeiras
9. 1 2  6 de fevereiro de 2025: Memphis Grizzlies para Washington Wizards (troca de três equipes com Sacramento)[15]
  - Memphis adquiriu Marvin Bagley III, Johnny Davis, escolhas de segunda rodada de 2025 e 2028
  - Washington adquiriu Colby Jones, Alex Len, Marcus Smart, escolha de primeira rodada protegida pelo MEM em 2025
  - Sacramento adquiriu Jake LaRavia
10. ↑  24 de novembro de 2020: Milwaukee Bucks para New Orleans Pelicans (troca de quatro equipes com Denver e Oklahoma City)[16]
  - Milwaukee adquiriu Jrue Holiday e os direitos de Sam Merrill
  - New Orleans adquiriu Steven Adams, Eric Bledsoe, o direito de trocar a escolha de primeira rodada com MIL em 2024, a escolha de primeira rodada com MIL em 2025, o direito de trocar a escolha de primeira rodada com MIL em 2026 e a escolha de primeira rodada com MIL em 2027
  - Denver adquiriu os direitos de R. J. Hampton
  - Oklahoma City adquiriu Zylan Cheatham (assina e troca), Josh Gray (assina e troca), George Hill, Darius Miller, Kenrich Williams (assina e troca), primeira escolha de rodada protegida do DEN em 2023, segunda escolha de rodada do WAS em 2023 e segunda escolha de rodada do CHA em 2024

8 de fevereiro de 2022: New Orleans Pelicans para Portland Trail Blazers[17]
  - New Orleans adquiriu C. J. McCollum, Larry Nance Jr. e Tony Snell
  - Portland adquiriu Josh Hart, Nickeil Alexander-Walker, Tomáš Satoranský, Didi Louzada, uma escolha protegida de primeira rodada do draft e duas escolhas de segunda rodada.

6 de julho de 2022: Portland Trail Blazers para Detroit Pistons[18]
  - Portland adquiriu Jerami Grant e os direitos de draft de Ismaël Kamagate
  - Detroit adquiriu os direitos de draft de Gabriele Procida, escolha de primeira rodada protegida por MIL em 2025, escolha de segunda rodada protegida por DET em 2025 e escolha de segunda rodada protegida por DET em 2026

6 de julho de 2022: Detroit Pistons para New York Knicks[19]
  - Detroit adquiriu Kemba Walker e os direitos de Draft de Jalen Duren
  - NY Knicks adquiriu a escolha de primeira rodada protegida por MIL em 2025
11. 1 2  6 de julho de 2024: New York Knicks para Brooklyn Nets[20]
  - New York adquiriu Keita Bates-Diop, Mikal Bridges, direitos de draft de Juan Pablo Vaulet (nº 39 de 2015) e escolha de segunda rodada de 2026
  - Brooklyn adquiriu Bojan Bogdanović, Mamadi Diakite, Shake Milton (assinatura e troca), escolha de primeira rodada protegida por MIL em 2025, escolha de primeira rodada de NYK em 2025, escolha de segunda rodada de BKN em 2025, escolha de primeira rodada de NYK em 2027, escolha de primeira rodada de NYK em 2028, troca de escolha de primeira rodada de NYK em 2029 e escolha de primeira rodada de NYK em 2031
12. ↑  6 de fevereiro de 2025: Golden State Warriors para Miami Heat (troca de cinco times com Detroit, Toronto, e Utah)[21]
  - Golden State adquiriu Jimmy Butler
  - Miami adquiriu Kyle Anderson, Davion Mitchell, Andrew Wiggins e uma escolha de primeira rodada protegida pela GSW em 2025
  - Detroit adquiriu Dennis Schröder, Lindy Waters III e uma escolha de segunda rodada em 2031
  - Toronto adquiriu P. J. Tucker, uma escolha de segunda rodada da LAL em 2026 e considerações financeiras
  - Utah adquiriu K. J. Martin, Josh Richardson, uma escolha de segunda rodada em 2028, uma escolha de segunda rodada em 2031 e considerações financeiras
13. ↑  6 de julho de 2022: Minnesota Timberwolves para Utah Jazz[22]
  - Utah adquiriu Walker Kessler, escolhas de primeira rodada em 2023, 2025, 2027 e 2029, e o direito de trocar escolhas de primeira rodada em 2026
  - Minnesota adquiriu Rudy Gobert
14. ↑  6 de julho de 2019: Los Angeles Lakers para New Orleans Pelicans (troca de três equipes com Washington)[23]
  - O LA Lakers adquiriu Anthony Davis
  - O New Orleans adquiriu Lonzo Ball, Josh Hart, Brandon Ingram, direitos de draft de De'Andre Hunter, escolha de primeira rodada protegida pela LAL em 2021, escolha de primeira rodada da LAL em 2025, troca de escolha de primeira rodada da LAL em 2023 e considerações financeiras.
  - O Washington adquiriu Isaac Bonga, Jemerrio Jones, Moritz Wager e escolha de segunda rodada em 2022.

6 de julho de 2024: New Orleans Pelicans para Atlanta Hawks[24]
  - New Orleans adquiriu Dejounte Murray
  - Atlanta adquiriu Dyson Daniels, E. J. Liddell, Larry Nance Jr., Cody Zeller (assinatura e troca), escolha de primeira rodada do LAL de 2025 e escolha de primeira rodada do LAL de 2027
15. ↑  17 de junho de 2025: Indiana Pacers para New Orleans Pelicans[25]
  - Indiana adquiriu a primeira escolha do draft de 2026 de IND
  - New Orleans adquiriu a primeira escolha do draft de 2025 de IND (nº 23) e os direitos de draft de Mojave King (nº 47 de 2023)
16. ↑  25 de março de 2021: Denver Nuggets para Orlando Magic[27]
  - Denver adquiriu Gary Clark e Aaron Gordon
  - Orlando adquiriu R. J. Hampton, Gary Harris e a escolha de primeira rodada do DEN de 2025
17. ↑  3 de setembro de 2022: Cleveland Cavaliers para Utah Jazz[28]
  - Cleveland adquiriu os direitos de Donovan Mitchell
  - Utah adquiriu Ochai Agbaji, Lauri Markkanen, Collin Sexton (contrato de troca), escolha de primeira rodada do CLE em 2025, direito de troca de escolhas de primeira rodada em 2026, escolha de primeira rodada do CLE em 2027, direito de troca de escolhas de primeira rodada em 2028 e escolha de primeira rodada do CLE em 2029.

21 de janeiro de 2025: Utah Jazz para Phoenix Suns[29]
  - Phoenix adquiriu a primeira rodada de 2025, 2027 e 2029
  - Utah adquiriu a primeira rodada de 2031 de PHX
18. ↑  9 de fevereiro de  2023: Utah Jazztpara Minnesota Timberwolves (troca de três equipes com LA Lakers)[30]
  - Utah adquiriu Damian Jones, Juan Toscano-Anderson, Russell Westbrook e uma escolha de primeira rodada protegida pela LAL em 2027.
  - Minnesota adquiriu Nickeil Alexander-Walker, Mike Conley, uma escolha de segunda rodada em 2024 e uma escolha de segunda rodada da UTA em 2025 e 2026.
  - LA Lakers adquiriu Malik Beasley, D'Angelo Russell e Jarred Vanderbilt
19. ↑  6 de agosto de 2021: Washington Wizards para Brooklyn Nets (troca de cinco equipes com Indiana, LA Lakers, e San Antonio)[31]
  - Washington adquiriu Kentavious Caldwell-Pope, Spencer Dinwiddie (assinatura e troca), Montrezl Harrell, Aaron Holiday, Kyle Kuzma, direitos de draft de Isaiah Todd e considerações financeiras.
  - Brooklyn adquiriu a escolha de segunda rodada de 2024, o direito de troca de escolha de segunda rodada de 2025 e os direitos de draft de Nikola Milutinov (nº 26 de 2015).
  - Indiana adquiriu os direitos de draft de Isaiah Jackson
  - LA Lakers adquiriu Russell Westbrook, a escolha de segunda rodada de 2023 do CHI, a escolha de segunda rodada de 2024 e a escolha de segunda rodada de 2028 do WAS.
  - San Antonio adquiriu Chandler Hutchison e a escolha de segunda rodada de 2022.

4 de setembro de 2021: Brooklyn Nets para Detroit Pistons[32]
  - Brooklyn adquiriu Sekou Doumbouya e Jahlil Okafor
  - Detroit adquiriu DeAndre Jordan, escolha de segunda rodada do BKN em 2022, escolha de segunda rodada do BKN em 2025, escolha de segunda rodada do BKN em 2027 e considerações financeiras.

28 de junho de 2023: Detroit Pistons para Boston Celtics[33]
  - Detroit adquiriu os direitos de draft de Marcus Sasser
  - Boston adquiriu os direitos de draft de James Nnaji, escolha de segunda rodada de 2025, escolha de segunda rodada de 2026
20. ↑  7 de agosto de 2021: New Orleans Pelicans para Memphis Grizzlies (troca de três equipes com Charlotte)[34]
  - New Orleans adquiriu Devonte' Graham (assinatura e troca), Jonas Valančiūnas, direitos de draft de Trey Murphy III e direitos de draft de Brandon Boston Jr.
  - Memphis adquiriu Steven Adams, Eric Bledsoe, direitos de draft de Ziaire Williams, direitos de draft de Jared Butler e uma escolha de segunda rodada do NOP de 2025
  - Charlotte adquiriu Wes Iwundu, direitos de draft de Tyler Harvey (nº 51 de 2015), uma escolha de primeira rodada protegida pelo NOP de 2022 e considerações sobre dinheiro

11 de julho de 2023: Memphis Grizzlies para Phoenix Suns[35]
  - Memphis adquiriu Isaiah Todd, direito de troca de escolhas de primeira rodada em 2024 e direito de troca de escolhas de primeira rodada em 2030
  - Phoenix adquiriu escolha de segunda rodada do NOP em 2025 e escolha de segunda rodada do MEM em 2028 e 2029

17 de julho de 2023: Phoenix Suns para San Antonio Spurs[36]
  - Phoenix adquiriu a escolha de segunda rodada protegida pelo SAS em 2024
  - San Antonio adquiriu Cameron Payne, a escolha de segunda rodada do NOP em 2025 e considerações sobre dinheiro

17 de julho de 2023: San Antonio Spurs para Charlotte Hornets[37]
  - San Antonio adquiriu Considerações em dinheiro
  - Charlotte adquiriu Devonte' Graham e uma escolha de segunda rodada do NOP de 2025
21. ↑  9 de fevereiro de 2023:Toronto Raptors para San Antonio Spurs[38]
  - San Antonio adquiriu Khem Birch, escolha de segunda rodada do TOR em 2023, escolha de primeira rodada protegida pelo TOR em 2024, escolha de segunda rodada do TOR em 2025
  - Toronto adquiriu Jakob Poeltl

12 de julho de 2023: San Antonio Spurs para Dallas Mavericks[39]
  - Boston adquiriu a escolha de segunda rodada em 2024, o direito de troca de escolhas de segunda rodada em 2025, a escolha de segunda rodada do DAL em 2030
  - Dallas adquiriu Grant Williams (contrato de transferência), a escolha de segunda rodada do TOR em 2025, a escolha de segunda rodada do MIA em 2028
  - San Antonio adquiriu Reggie Bullock, o direito de troca de escolhas de primeira rodada em 2030

6 de julho de 2024: Dallas Mavericks para Detroit Pistons[40]
  - Dallas adquiriu Quentin Grimes
  - Detroit adquiriu Tim Hardaway Jr., escolha de segunda rodada do TOR de 2025, escolha de segunda rodada do MIA de 2028, escolha de segunda rodada do TOR de 2028
22. ↑  21 de janeiro de 2020: Portland Trail Blazers para Sacramento Kings[41]
  - Sacramento adquiriu Kent Bazemore, Anthony Tolliver, seleções de segunda rodada de 2024 e 2025
  - Portland adquiriu Trevor Ariza, Wenyen Gabriel e Caleb Swanigan

28 de junho de 2024: Sacramento Kings para Toronto Raptors[42]
  - Toronto adquiriu Davion Mitchell, Aleksandar Vezenkov, direitos de draft para Jamal Shead (nº 45) e a escolha de segunda rodada do POR de 2025
  - Sacramento adquiriu Jalen McDaniels
23. ↑  26 de junho de 2023: Phoenix Suns para Washington Wizards (troca de três equipes com Indiana)[43][44]
  - Washington adquiriu Chris Paul, Landry Shamet, os direitos de draft de Bilal Coulibaly, escolhas de segunda rodada de 2024, 2025, 2026, 2027 e 2030, direitos de troca de escolhas de primeira rodada em 2024, 2026, 2028 e 2030, e considerações financeiras.
  - Phoenix adquiriu Bradley Beal, Jordan Goodwin e Isaiah Todd
  - Indiana adquiriu os direitos de draft de Jarace Walker, escolha de segunda rodada de 2028 da PHX e escolha de segunda rodada de 2029 da WAS.
24. ↑  6 de julho 2019: Miami Heat para Indiana Pacers (troca de três equipes com Phoenix)[45]
  - Miami adquiriu os direitos de draft de KZ Okpala
  - Indiana adquiriu T. J. Warren, escolha de segunda rodada do draft de 2022, 2025 e 2026
  - Phoenix adquiriu considerações financeiras

6 de outubro 2021: Indiana Pacers para Brooklyn Nets[46]
  - Indiana adquiriu os direitos de Draft de Juan Pablo Vaulet
  - Brooklyn adquiriu Edmond Sumner e uma escolha de segunda rodada protegida por MIA em 2025

15 de dezembro de 2024: Brooklyn Nets para Golden State Warriors[47]
  - Brooklyn adquiriu Reece Beekman, De'Anthony Melton, escolha de segunda rodada do ATL em 2026, escolha de segunda rodada do ATL em 2028 e escolha de segunda rodada do GSW em 2029
  - Golden State adquiriu Dennis Schröder e escolha de segunda rodada protegida por MIA em 2025
25. ↑  11 de agosto de 2021: Chicago Bulls para San Antonio Spurs[48]
  - Chicago adquiriu DeMar DeRozan (assinatura e troca)
  - San Antonio adquiriu Al-Farouq Aminu, Thaddeus Young, escolha de segunda rodada de 2022, escolha de primeira rodada protegida pelo CHI em 2025 e escolha de segunda rodada do CHI em 2025

3 de fevereiro de 2025: San Antonio Spurs para Sacramento Kings (troca de três equipes com Chicago)[49]
  - Sacramento adquiriu Sidy Cissoko, Zach LaVine, escolha de primeira rodada protegida pela CHA em 2025, escolha de segunda rodada da CHI em 2025, escolha de primeira rodada da SAS em 2027, escolha de segunda rodada protegida pela DEN em 2028, escolha de segunda rodada da SAC em 2028 e escolha de primeira rodada da MIN em 2031.
  - Chicago adquiriu Zach Collins, Kevin Huerter e Tre Jones
  - San Antonio adquiriu De'Aaron Fox e Jordan McLaughlin
26. 1 2  2 de fevereiro de 2025: Dallas Mavericks para Utah Jazz (troca de três equipes com LA Lakers)[50]
  - Utah adquiriu Jalen Hood-Schifino, escolha de segunda rodada do DAL de 2025 e escolha de segunda rodada do LAC de 2025
  - Dallas adquiriu Max Christie, Anthony Davis, escolha de primeira rodada do LAL de 2029 e considerações financeiras
  - LA Lakers adquiriu Luka Dončić, Maxi Kleber, Markieff Morris e considerações financeiras
27. ↑  24 de novembro de 2020: Atlanta Hawks para Oklahoma City Thunder[51]
  - Atlanta adquiriu Danilo Gallinari (assina e troca) e considerações financeiras
  - Oklahoma City adquiriu escolha de segunda rodada protegida por ATL em 2025
28. ↑  8 de julho de 2024: Sacramento Kings parar Chicago Bulls (troca de três equipes com San Antonio)[52]
  - Sacramento adquiriu DeMar DeRozan (assinatura e troca)
  - Chicago adquiriu Chris Duarte, RaiQuan Gray, escolha de segunda rodada do SAC de 2025, escolha de segunda rodada do SAC de 2028 e considerações financeiras
  - San Antonio adquiriu Harrison Barnes e direito de troca de escolha de primeira rodada do SAC de 2031
29. ↑  14 de janeiro de  2024: Detroit Pistons para Washington Wizards[53]
  - Detroit adquiriu Danilo Gallinari e Mike Muscala
  - Washington adquiriu Marvin Bagley III, Isaiah Livers, escolha de segunda rodada de 2025 e escolha de segunda rodada de 2026

6 de fevereiro de 2025: Washington Wizards para Milwaukee Bucks (troca de quatro equipes com New York e San Antonio)[54]
  - Washington adquiriu A. J. Johnson, Khris Middleton, direitos de draft de Mathias Lessort (nº 50 de 2017), direito de troca de escolhas de primeira rodada em 2028 e considerações financeiras.
  - Milwaukee adquiriu Kyle Kuzma, Jericho Sims, escolha de segunda rodada em 2025 e escolha de segunda rodada protegida pela SAS em 2026.
  - New York adquiriu Delon Wright, direitos de draft de Hugo Besson (nº 58 de 2022) e considerações financeiras.
  - San Antonio adquiriu Patrick Baldwin Jr. e considerações financeiras.
30. ↑  7 de julho de 2019: Golden State Warriors para Brooklyn Nets[55]
  - Golden State adquiriu D'Angelo Russell (assina e troca), Shabazz Napier e Treveon Graham
  - Brooklyn adquiriu Kevin Durant (assina e troca) e uma escolha de segunda rodada do GSW de 2025

6 de agosto de 2021: Washington Wizards para Brooklyn Nets (troca de cinco equipes com Indiana, LA Lakers, e San Antonio)[56]
  - Washington adquiriu Kentavious Caldwell-Pope, Spencer Dinwiddie (assinatura e troca), Montrezl Harrell, Aaron Holiday, Kyle Kuzma, direitos de draft de Isaiah Todd e considerações financeiras.
  - Brooklyn adquiriu a escolha de segunda rodada de 2024, o direito de troca de escolha de segunda rodada de 2025 e os direitos de draft de Nikola Milutinov (nº 26 de 2015).
  - Indiana adquiriu os direitos de draft de Isaiah Jackson
  - LA Lakers adquiriu Russell Westbrook, a escolha de segunda rodada de 2023 do CHI, a escolha de segunda rodada de 2024 e a escolha de segunda rodada de 2028 do WAS.
  - San Antonio adquiriu Chandler Hutchison e a escolha de segunda rodada de 2022.

4 de setembro de 2021: Brooklyn Nets para Detroit Pistons[57]
  - Brooklyn adquiriu Sekou Doumbouya e Jahlil Okafor
  - Detroit adquiriu DeAndre Jordan, escolha de segunda rodada do BKN em 2022, escolha de segunda rodada do BKN em 2025, escolha de segunda rodada do BKN em 2027 e considerações financeiras.
31. ↑  18 de novembro de 2020: Milwaukee Bucks para Cleveland Cavaliers[58]
  - Milwaukee adquiriu os direitos de İlkan Karaman (nº 57 de 2012)
  - Cleveland obteve a remoção da proteção na escolha de primeira rodada do MIL de 2022 e na escolha de segunda rodada do MIL de 2025.
32. ↑  20 de novembro de 2020: Memphis Grizzlies to Boston Celtics (troca de três equipes com Portland)[59]
  - Memphis adquiriu Mario Hezonja e os direitos de Desmond Bane
  - Boston adquiriu a escolha de segunda rodada do draft de 2023 e a escolha de segunda rodada do draft de 2025 do MEM
  - Portland adquiriu Enes Kanter e considerações financeiras

18 de junho de 2021: Boston Celtics para Oklahoma City Thunder[60]
  - Boston adquiriu Moses Brown, Al Horford e uma escolha de segunda rodada do draft de 2023
  - Oklahoma City adquiriu Kemba Walker, uma escolha de primeira rodada do draft de 2021 do Boston Celtics e uma escolha de segunda rodada do draft de 2025

26 de junho de 2024: Oklahoma City Thunder para New York Knicks[61]
  - Oklahoma City adquiriu os direitos de draft de Dillon Jones
  - Nova York adquiriu a escolha de segunda rodada de 2025, a escolha de segunda rodada de GSW de 2026, a escolha de segunda rodada de MIN de 2027, a escolha de segunda rodada de 2027 e a escolha de segunda rodada de 2027
33. ↑  24 de junho de 2022: Minnesota Timberwolves para Houston Rockets[62]
  - Minnesota adquiriu os direitos de Wendell Moore Jr.
  - Houston adquiriu os direitos de TyTy Washington Jr., escolha de segunda rodada do draft de 2025 e 2027.

8 de julho de 2023: Houston Rockets para Atlanta Hawks (troca de cinco equipes com LA Clippers, Memphis, e Oklahoma City)[63]
  - Houston adquiriu Dillon Brooks, direitos de draft de Alpha Kaba (nº 60 de 2017), escolha de segunda rodada da LAC de 2026 e escolha de segunda rodada da MEM de 2027.
  - Atlanta adquiriu Usman Garuba, TyTy Washington Jr., escolha de segunda rodada da MIN de 2025, escolha de segunda rodada da HOU de 2028 e considerações financeiras.
  - LA Clippers adquiriu Kenyon Martin Jr.
  - Memphis adquiriu Josh Christopher e direitos de draft de Vanja Marinković (nº 60 de 2019).
  - Oklahoma City adquiriu Patty Mills, escolha de segunda rodada da HOU de 2024, 2029 e 2030.

6 de fevereiro de 2025: Atlanta Hawks para Los Angeles Clippers[64]
  - Atlanta adquiriu os direitos de Bones Hyland e Terance Mann
  - O LA Clippers adquiriu Bogdan Bogdanović, escolha de segunda rodada do MIN em 2025, escolha de segunda rodada protegida pelo MEM em 2026 e escolha de segunda rodada do LAC em 2027.
34. ↑  6 de julho de 2024: Denver Nuggets para Minnesota Timberwolves (troca de seis equipes com Charlotte, Dallas, Golden State, e Philadelphia)[65]
  - Denver adquiriu a escolha de segunda rodada do PHI em 2025 e considerações financeiras
  - Minnesota adquiriu a escolha de segunda rodada do PHI em 2025, o direito de troca de escolhas de segunda rodada do PHI em 2031 e considerações financeiras
  - Charlotte adquiriu Josh Green, Reggie Jackson, escolhas de segunda rodada do DEN em 2029 e 2030
  - Dallas adquiriu Klay Thompson (assinatura e troca) e a escolha de segunda rodada do PHI em 2025
  - Golden State adquiriu Kyle Anderson (assinatura e troca) e Buddy Hield (assinatura e troca)
  - Philadelphia adquiriu Escolha de segunda rodada do DAL 2031

2 de outubro de 2024: Minnesota Timberwolves para Charlotte Hornets (troca de três equipes com New York)[66]
  - Minnesota adquiriu Julius Randle, Donte DiVincenzo, Keita Bates-Diop, escolha de primeira rodada protegida pelo DET em 2025
  - Charlotte adquiriu Charlie Brown, DaQuan Jeffries, Duane Washington Jr., escolha de segunda rodada do GSW em 2026, escolha de segunda rodada do NYK em 2031, uma escolha de segunda rodada do MIN em 2025 e considerações financeiras
  - Nova York adquiriu Karl-Anthony Towns e os direitos de draft de James Nnaji

15 de janeiro de 2025: Charlotte Hornets para Phoenix Suns[67]
  - Charlotte adquiriu Josh Okogie, escolha de segunda rodada do DEN em 2026, escolha de segunda rodada do DEN em 2031 e escolha de segunda rodada do PHO em 2031
  - Phoenix adquiriu Nick Richards e escolha de segunda rodada do DEN em 2025
35. ↑  9 de fevereiro de 2023: Los Angeles Clippers para Los Angeles Lakers (troca de quatro equipes com Denver e Orlando)[68]
  - O LA Clippers adquiriu Bones Hyland
  - O LA Lakers adquiriu Mo Bamba, Davon Reed, escolha de segunda rodada do LAC de 2024 e 2025
  - O Denver adquiriu Thomas Bryant
  - O Orlando adquiriu Patrick Beverley, escolha de segunda rodada do DEN de 2024 e considerações sobre dinheiro
36. ↑  1° de fevereiro de 2024: Houston Rockets para Memphis Grizzlies[69]
  - Memphis adquiriu Victor Oladipo, escolha de segunda rodada do OKC em 2024, escolha protegida de segunda rodada em 2024 e escolha de segunda rodada em 2025
  - Houston adquiriu Steven Adams
37. ↑  25 de março de 2021: Boston Celtics para Orlando Magic[70]
  - Orlando adquiriu Jeff Teague, escolha de segunda rodada do draft de 2025 e escolha de segunda rodada do draft de 2027 do BOS
  - Boston adquiriu Evan Fournier
38. ↑  25 de julho de 2018: Oklahoma City Thunder para Atlanta Hawks (troca de três equipes com Philadelphia)[71]
  - Atlanta adquiriu Carmelo Anthony, Justin Anderson e uma escolha protegida de primeira rodada de 2022 (protegida entre os 14 melhores em 2022, além de escolhas de segunda rodada de 2024 e 2025).
  - Oklahoma City adquiriu Dennis Schröder e Timothé Luwawu-Cabarrot
  - Philadelphia adquiriu Mike Muscala

9 de fevereiro de 2023: Atlanta Hawks para Houston Rockets[72]
  - Houston adquiriu Justin Holiday, Frank Kaminsky, escolha de segunda rodada do OKC de 2024 e 2025
  - Atlanta adquiriu Bruno Fernando e Garrison Mathews

## Combine
O 11º G League Elite Camp ocorreu de 9 a 11 de maio, do qual certos participantes foram selecionados para participar da combinação principal do draft.
A parte principal do Seleção de draft da NBA de 2025 foi realizada de 11 a 18 de maio em Chicago, Illinois.

## Loteria do Draft
A loteria do draft da NBA foi realizada em 12 de maio.
|  | Indica o resultado real da loteria |

| Equipe                           | 2024–25 recorde | Chances na loteria | Probabilidades de loteria | Probabilidades de loteria | Probabilidades de loteria | Probabilidades de loteria | Probabilidades de loteria | Probabilidades de loteria | Probabilidades de loteria | Probabilidades de loteria | Probabilidades de loteria | Probabilidades de loteria | Probabilidades de loteria | Probabilidades de loteria | Probabilidades de loteria | Probabilidades de loteria |
| Equipe                           | 2024–25 recorde | Chances na loteria | 1°                        | 2°                        | 3°                        | 4°                        | 5°                        | 6°                        | 7°                        | 8°                        | 9°                        | 10°                       | 11°                       | 12°                       | 13°                       | 14°                       |
| -------------------------------- | --------------- | ------------------ | ------------------------- | ------------------------- | ------------------------- | ------------------------- | ------------------------- | ------------------------- | ------------------------- | ------------------------- | ------------------------- | ------------------------- | ------------------------- | ------------------------- | ------------------------- | ------------------------- |
| Utah Jazz                        | 17–65           | 140                | 14.0%                     | 13.4%                     | 12.7%                     | 12.0%                     | 47.9%                     | –                         | –                         | –                         | –                         | –                         | –                         | –                         | –                         | –                         |
| Washington Wizards               | 18–64           | 140                | 14.0%                     | 13.4%                     | 12.7%                     | 12.0%                     | 27.8%                     | 20.0%                     | –                         | –                         | –                         | –                         | –                         | –                         | –                         | –                         |
| Charlotte Hornets                | 19–63           | 140                | 14.0%                     | 13.4%                     | 12.7%                     | 12.0%                     | 14.8%                     | 26.0%                     | 7.0%                      | –                         | –                         | –                         | –                         | –                         | –                         | –                         |
| New Orleans Pelicans             | 21–61           | 125                | 12.5%                     | 12.2%                     | 11.9%                     | 11.5%                     | 7.2%                      | 25.7%                     | 16.8%                     | 2.2%                      | –                         | –                         | –                         | –                         | –                         | –                         |
| Philadelphia 76ers               | 24–58           | 105                | 10.5%                     | 10.5%                     | 10.6%                     | 10.5%                     | 2.2%                      | 19.6%                     | 26.7%                     | 8.7%                      | 0.6%                      | –                         | –                         | –                         | –                         | –                         |
| Brooklyn Nets                    | 26–56           | 90                 | 9.0%                      | 9.2%                      | 9.4%                      | 9.6%                      | –                         | 8.6%                      | 29.7%                     | 20.6%                     | 3.7%                      | 0.2%                      | –                         | –                         | –                         | –                         |
| Toronto Raptors                  | 30–52           | 75                 | 7.5%                      | 7.8%                      | 8.1%                      | 8.5%                      | –                         | –                         | 19.7%                     | 34.1%                     | 12.9%                     | 1.3%                      | <0.1%                     | –                         | –                         | –                         |
| San Antonio Spurs                | 34–48           | 60                 | 6.0%                      | 6.3%                      | 6.7%                      | 7.2%                      | –                         | –                         | –                         | 34.5%                     | 32.0%                     | 6.8%                      | 0.4%                      | <0.1%                     | –                         | –                         |
| Phoenix Suns (para Houston)      | 36–46           | 38                 | 3.8%                      | 4.1%                      | 4.5%                      | 4.9%                      | –                         | –                         | –                         | –                         | 50.7%                     | 28.3%                     | 3.5%                      | 0.1%                      | <0.1%                     | –                         |
| Portland Trail Blazers           | 36–46           | 37                 | 3.7%                      | 4.0%                      | 4.4%                      | 4.8%                      | –                         | –                         | –                         | –                         | –                         | 63.4%                     | 18.5%                     | 1.2%                      | <0.1%                     | <0.1%                     |
| Dallas Mavericks                 | 39–43           | 18                 | 1.8%                      | 2.0%                      | 2.2%                      | 2.5%                      | –                         | –                         | –                         | –                         | –                         | –                         | 77.6%                     | 13.5%                     | 0.5%                      | <0.1%                     |
| Chicago Bulls                    | 39–43           | 17                 | 1.7%                      | 1.9%                      | 2.1%                      | 2.4%                      | –                         | –                         | –                         | –                         | –                         | –                         | –                         | 85.2%                     | 6.6%                      | 0.1%                      |
| Sacramento Kings (para Atlanta)  | 40–42           | 8                  | 0.8%                      | 0.9%                      | 1.0%                      | 1.1%                      | –                         | –                         | –                         | –                         | –                         | –                         | –                         | –                         | 92.9%                     | 3.3%                      |
| Atlanta Hawks (para San Antonio) | 40–42           | 7                  | 0.7%                      | 0.8%                      | 0.9%                      | 1.0%                      | –                         | –                         | –                         | –                         | –                         | –                         | –                         | –                         | –                         | 96.6%                     |

## Elegibilidade e participantes
O Draft é conduzido sob as regras de elegibilidade estabelecidas no acordo de negociação coletiva da liga de 2023 (CBA) com o sindicato de seus jogadores.
- Todos os jogadores convocados devem ter pelo menos 19 anos de idade durante o ano civil do draft. Em termos de datas, os jogadores que eram elegíveis para o draft da NBA de 2025 devem ter nascido em ou antes de 31 de dezembro de 2006.

- Desde o rascunho de 2016, as seguintes regras são, conforme implementadas pelo conselho da NCAA - Divisão I para essa divisão:[75]

- - A declaração para o rascunho não resulta mais na perda automática da elegibilidade da faculdade. Desde que um jogador não assine um contrato com uma equipe profissional fora da NBA ou assine com um agente, ele mantém a elegibilidade para a faculdade, desde que faça uma retirada oportuna do draft.

- - Os jogadores da NCAA agora têm 10 dias após o final do Combinação do Draft da NBA para se retirar do draft. Como a combinação normalmente é realizada em meados de maio, o prazo atual é de cerca de cinco semanas após o prazo anterior de meados de abril.

- - Os jogadores da NCAA podem participar da combinação de draft e podem participar de um teste por ano com cada equipe da NBA sem perder a elegibilidade para a faculdade.

- - Os jogadores da NCAA agora podem entrar e se retirar do draft até duas vezes sem perda de elegibilidade. Anteriormente, a NCAA tratava uma segunda declaração de elegibilidade de recrutamento como uma perda permanente da elegibilidade da faculdade.

### Primeiros participantes
Os jogadores que não eram automaticamente elegíveis tiveram que declarar sua elegibilidade para o draft notificando os escritórios da NBA por escrito, pelo menos 60 dias antes do evento. Para o rascunho de 2025, a data caiu em 26 de abril. Sob o CBA, um jogador pode retirar seu nome da consideração do draft a qualquer momento antes do prazo final da declaração, que geralmente cai 10 dias antes do draft às 17:00 EDT (21:00 UTC). De acordo com as regras atuais da NCAA, os jogadores geralmente têm até 10 dias após a combinação do draft para se retirar do draft e manter a elegibilidade para a faculdade.
Um jogador que contratou um agente para fins de negociação com equipes profissionais mantém sua elegibilidade universitária restante, independentemente de ser convocado após uma avaliação do Comitê Consultivo de Graduação da NBA. Os jogadores que se declaram para o draft da NBA e não são selecionados têm a oportunidade de retornar à sua escola por pelo menos mais um ano somente depois de rescindir todos os acordos com seus agentes, que devem ter sido certificados.
Em 29 de abril de 2025, a NBA anunciou os 106 jogadores que se inscreveram como candidatos de entrada antecipada. Em 30 de maio, 50 candidatos de inscrição antecipada retiraram sua elegibilidade. Até o final do prazo internacional, mais 13 jogadores de entrada antecipada também retiraram seus nomes da lista do draft, deixando apenas um total de 46 participantes iniciais (32 jogadores nascidos nos EUA e 14 nascidos no exterior) disponíveis para o draft deste ano. Isso marcou o menor total de jogadores ingressantes em mais de uma década.

#### Classe Universitária
- Ace Bailey – F, Rutgers (calouro)
- Carter Bryant – F, Arizona (calouro)
- Egor Demin – G, BYU (calouro)
- V. J. Edgecombe – G, Baylor (calouro)
- Jeremiah Fears – G, Oklahoma (calouro)
- Cooper Flagg – F, Duke (calouro)
- Rasheer Fleming – F, Saint Joseph's (junior)
- Dylan Harper – G, Rutgers (calouro)
- Kasparas Jakučionis – G, Illinois (calouro)
- Tre Johnson – G, Texas (calouro)
- Kon Knueppel – G, Duke (calouro)
- Yanic Konan Niederhauser – C, Penn State (junior)
- R. J. Luis Jr. – G, St. John's (junior)
- Khaman Maluach – C, Duke (calouro)
- Liam McNeeley – F, UConn (calouro)
- Collin Murray-Boyles – F, South Carolina (segundanista)
- Asa Newell – F, Georgia (calouro)
- Drake Powell – G, North Carolina (calouro)
- Tyrese Proctor – G, Duke (junior)
- Derik Queen – C, Maryland (calouro)
- Jase Richardson – G, Michigan State (calouro)
- Will Riley – F, Illinois (calouro)
- Thomas Sorber – C, Georgetown (calouro)
- Adou Thiero – F, Arkansas (junior)
- Danny Wolf – C, Michigan (junior)

#### Veteranos Universitários
"Redshirt" se refere aos jogadores que foram veteranos na temporada 2024-25 e que ainda têm elegibilidade para a faculdade.
- Cedric Coward – G, Washington State
- Omar Rowe – G, Morehouse
- Jamir Watkins - G, Florida State

#### Jogadores Internacionais
- Izan Almansa – F, Perth Wildcats (Austrália)
- Joan Beringer – C, Cedevita Olimpija (Eslovênia)
- Mohamed Diawara – F, Cholet Basket (França)
- Noa Essengue – F, Ratiopharm Ulm (Alemanha)
- Hugo González – G, Real Madrid (Espanha)
- Bogoljub Marković – F, Mega Basket (Sérvia)
- Ousmane N'Diaye – C, Coviran Granada (Espanha)
- Eli Ndiaye – F, Real Madrid (Espanha)
- Saliou Niang – G, Aquila Basket Trento (Itália)
- Noah Penda – F, Le Mans Sarthe (França)
- Ben Saraf – G, Ratiopharm Ulm (Alemanha)
- Alex Toohey – F, Sydney Kings (Austrália)
- Nolan Traoré – G, Saint-Quentin (França)
- Yang Hansen – C, Qingdao Eagles (China)
- Rocco Zikarsky – C, Brisbane Bullets (Austrália)

#### Outros
- Muodubem Muoneke – G, Green Bay / Real Betis (Espanha)
- Isaac Nogués – G, Rip City Remix (NBA G League)
- Dink Pate – G, Mexico City Capitanes (NBA G League)

### Participantes elegíveis automaticamente
Os jogadores que não atendem aos critérios para jogadores "internacionais" são automaticamente elegíveis se atenderem a qualquer um dos seguintes critérios:
- Eles não têm elegibilidade para a faculdade restante.

- Se eles se formaram no ensino médio nos EUA, mas não se matricularam em uma faculdade ou universidade dos EUA, quatro anos se passaram desde que sua turma do ensino médio se formou.

- Eles assinaram um contrato com um time profissional de basquete que não está na NBA, em qualquer lugar do mundo, e jogaram sob o contrato.

Os jogadores que atendem aos critérios para jogadores "internacionais" são automaticamente elegíveis se atenderem a qualquer um dos seguintes critérios:
- Eles têm pelo menos 22 anos de idade durante o ano civil do rascunho. Em termos de datas, os jogadores nascidos em ou antes de 31 de dezembro de 2003, são automaticamente elegíveis para o draft de 2025.

- Eles assinaram um contrato com um time de basquete profissional não na NBA, dentro dos Estados Unidos, e jogaram sob esse contrato.

## Participantes convidados
A NBA convida anualmente os jogadores a se sentarem na chamada "sala verde", uma sala especial reservada no local do draft para os jogadores convidados, além de suas famílias e agentes. Desde que a NBA fez a transição para um draft de dois dias a partir do draft do ano anterior, a NBA envia seus convites em ondas. A primeira onda foi relatada em 10 de junho, com treze jogadores confirmados como tendo recebido convites.
| - Ace Bailey – F, Rutgers - Carter Bryant – F, Arizona - Egor Demin – G, Brigham Young - V. J. Edgecombe – G, Baylor - Jeremiah Fears – G, Oklahoma - Cooper Flagg – F, Duke - Dylan Harper – G, Rutgers | - Kasparas Jakučionis – G, Illinois - Tre Johnson – G, Texas - Kon Knueppel – G, Duke - Khaman Maluach – C, Duke - Asa Newell – F, Georgia - Derik Queen – C, Maryland |

Um segundo grupo de convidados foi anunciado em 16 de junho.
| - Noa Essengue – G, Ratiopharm Ulm (Germany) - Liam McNeeley – F, UConn - Collin Murray-Boyles – F, South Carolina | - Will Riley – F, Illinois - Thomas Sorber – F/C, Georgetown - Nolan Traoré – G, Saint-Quentin Basket-Ball (France) |

Um terceiro e último grupo de convidados foi anunciado três dias depois, elevando o total para 24 convidados.
| - Joan Beringer – C, Cedevita Olimpija (Slovenia) - Walter Clayton Jr. – G, Florida - Nique Clifford – G, Colorado State | - Cedric Coward – G, Washington State - Danny Wolf – C, Michigan |